# HŽ 7021 sorozat
A  HŽ 7021 sorozat, korábban a JŽ 610 sorozat, egy dízel motorvonat volt a Hrvatske željeznice-nál, melyet a Brissoneau & Lotz gyártott 1972-ben.Összesen 6 motorvonat készült a sorozatból. Beceneve: Francuz.
Ezt a sorozatot a magas minőségű utazásokhoz használták. Ez volt az egyik legszebb motorvonat a JŽ/HŽ-nál.

## Műszaki leírás
A motorvonat öt részből állt: 2 dízel-villamos motorkocsiból és a köztük lévő 3 betétkocsiból. Lehetséges volt kettő szerelvényt összekapcsolni és egy vezetőállásból irányítani.
Horvátországban elsősorban Zágrábban és Splitben használták. Néhányat használtak Eszék körül.

## Galéria

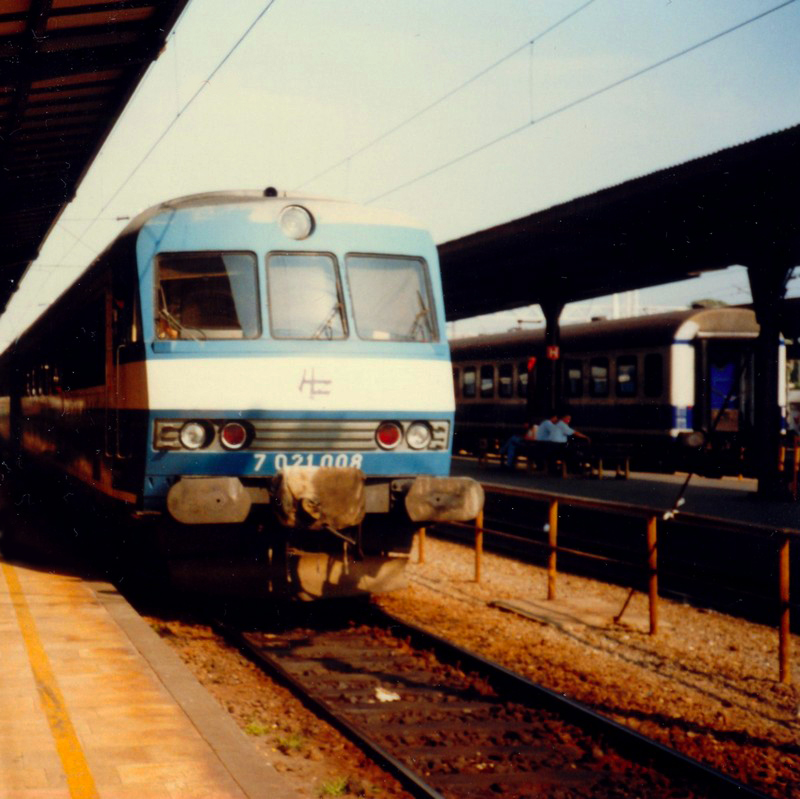
Egy régi fotó egy HŽ 7021 sorozatú motorvonatról Zágrábban
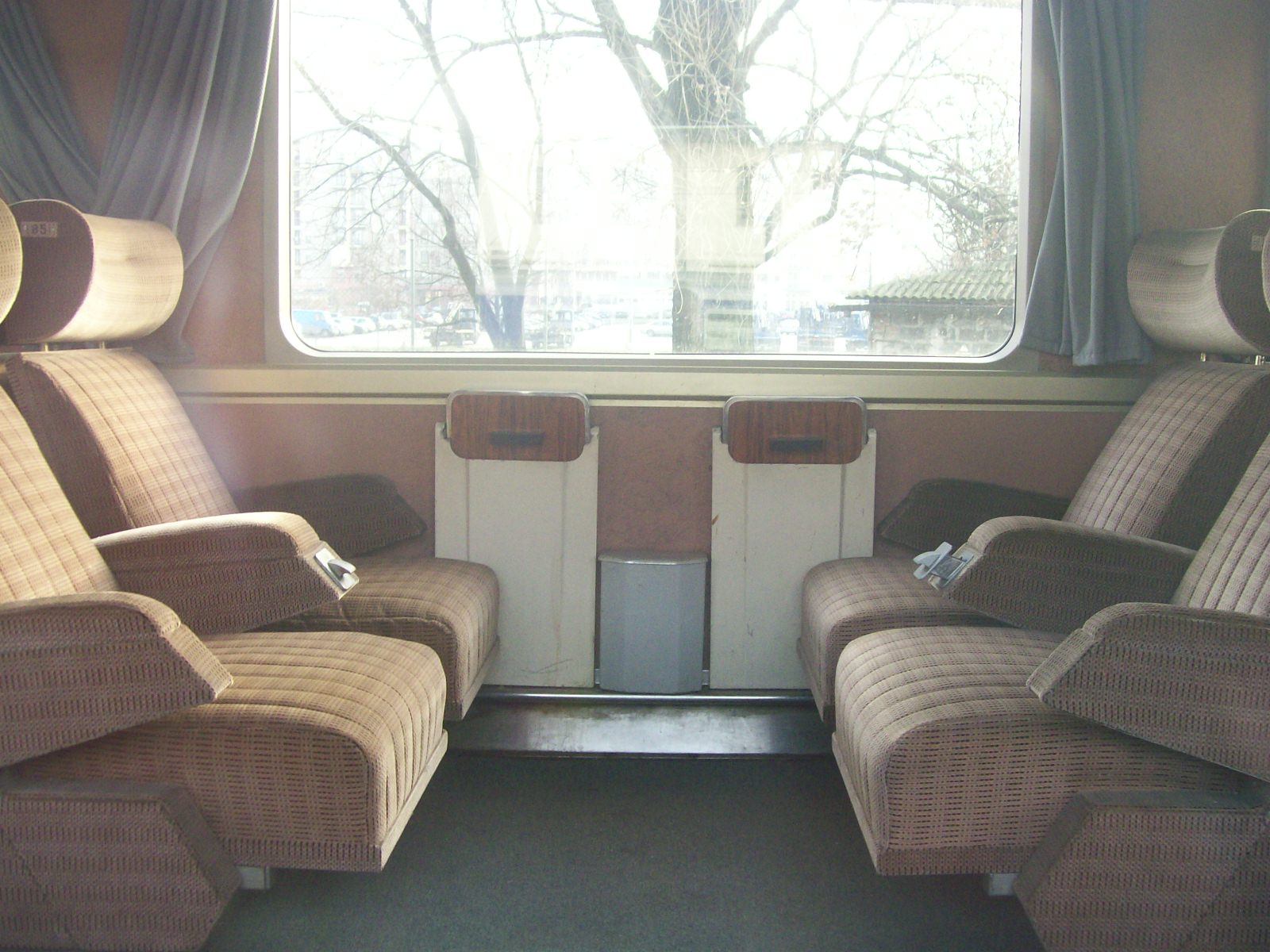
Belső berendezés
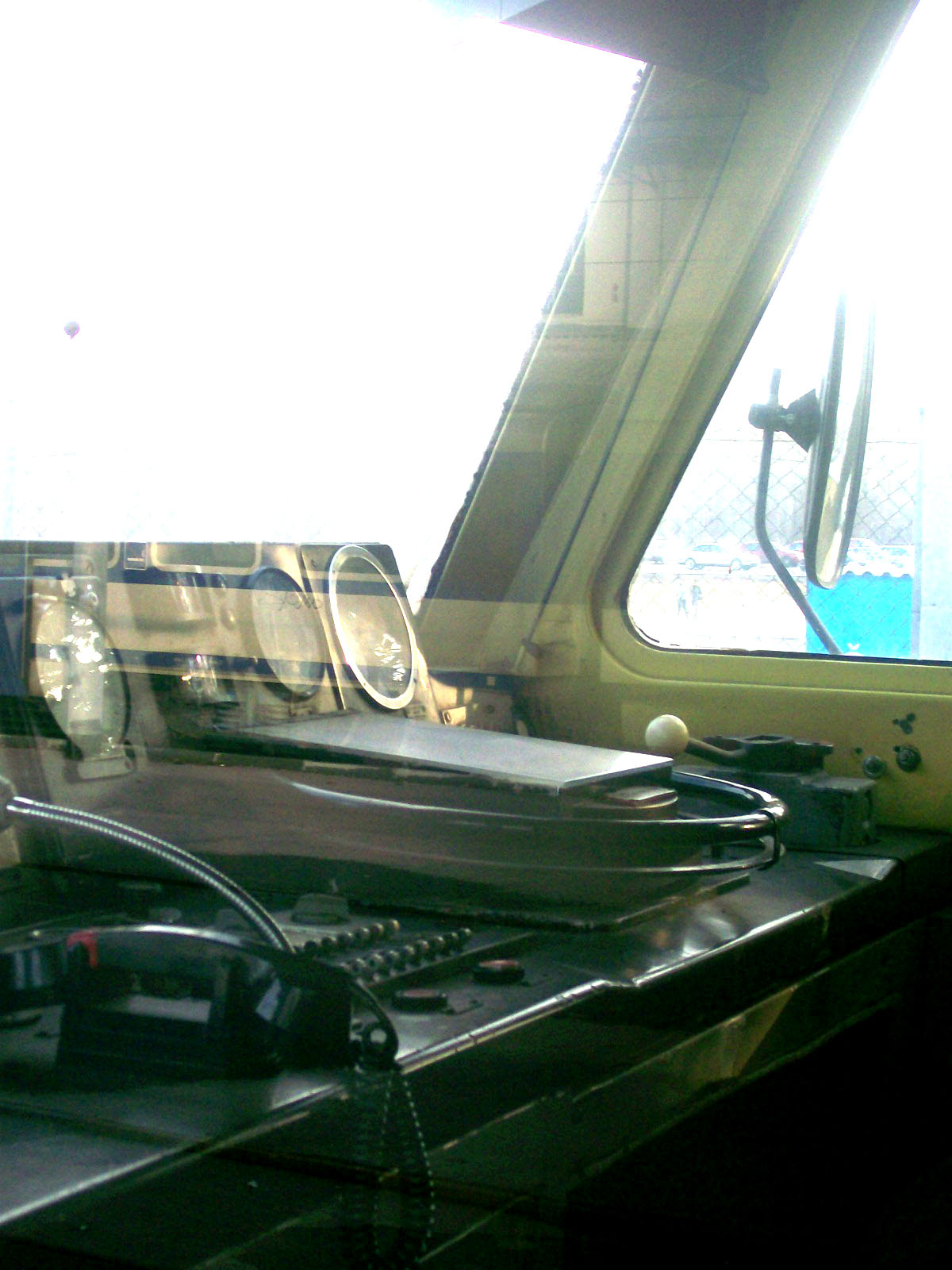
Vezetőállás